# Stephen Herek
Stephen Robert Herek (San Antonio, Texas, 10 de novembre de 1958) és un director de cinema estatunidenc.

## Biografia
Va anar a la Universitat de Texas a Austin. La seva carrera com a director va començar el 1986 amb Critters, una pel·lícula de ciència-ficció de terror, seguida de Bill and Ted's Excellent Adventure on va treballar amb Keanu Reeves el 1989. Va dirigir Don't Tell Mom the Babysitter's Dead el 1991, The Mighty Ducks el 1992, Els tres mosqueters el 1993, La simfonia del professor Holland el 1995 i 101 Dalmatians el 1996 i Into the Blue 2: The Reef, el 2009.
Herek també ha dirigit la pel·lícula de 2001 Rock Star, un film sobre una rockstar aficionada i l'evolució d'un grup de rock fictici Steel Dragon que imita Judas Priest. La pel·lícula és protagonitzada per Mark Wahlberg i Jennifer Aniston, i va ser produïda per George Clooney.
El 2009 dirigeix  Into the Blue 2: The Reef , seqüela de l'èxit  Into the Blue  amb Jessica Alba i Paul Walker.

## Filmografia
Les seves pel·lícules més destacades són
| Any  | Títol                                                  | Contribució | Contribució | Contribució | Notes                              |
| Any  | Títol                                                  | Director    | Productor   | Guionista   | Notes                              |
| ---- | ------------------------------------------------------ | ----------- | ----------- | ----------- | ---------------------------------- |
| 1986 | Critters                                               | Sí          | No          | Sí          | Llargmetratge                      |
| 1989 | Bill &amp; Ted's Excellent Adventure                   | Sí          | No          | No          | Llargmetratge                      |
| 1991 | Don't Tell Mom the Babysitter's Dead                   | Sí          | No          | No          | Llargmetratge                      |
| 1992 | The Mighty Ducks                                       | Sí          | No          | No          | Llargmetratge                      |
| 1993 | Els tres mosqueters (The Three Musketeers)             | Sí          | No          | No          | Llargmetratge                      |
| 1995 | La simfonia del professor Holland (Mr. Holland's Opus) | Sí          | No          | No          | Llargmetratge                      |
| 1996 | 101 Dalmatians                                         | Sí          | No          | No          | Llargmetratge                      |
| 1998 | Holy Man                                               | Sí          | Sí          | No          | Llargmetratge                      |
| 1999 | Black Sabbath                                          | Sí          | No          | No          | Short film/Music Video             |
| 2001 | Rock Star                                              | Sí          | No          | No          | Llargmetratge                      |
| 2002 | Life or Something Like It                              | Sí          | No          | No          | Llargmetratge                      |
| 2005 | Man of the House                                       | Sí          | No          | No          | Llargmetratge                      |
| 2009 | Dead Like Me: Life After Death                         | Sí          | No          | No          | Directe en vídeo                   |
| 2009 | Into the Blue 2: The Reef                              | Sí          | No          | No          | Directe en vídeo                   |
| 2011 | The Chaperone                                          | Sí          | No          | No          | Llargmetratge                      |
| 2013 | Reverse Runner                                         | No          | Sí          | No          | Llargmetratge; Executive Productor |
| 2015 | The Great Gilly Hopkins                                | Sí          | No          | No          | Llargmetratge                      |

### Televisió
| Any       | Títol                                                   | Contribució | Contribució | Notes                                                    |
| Any       | Títol                                                   | Director    | Productor   | Notes                                                    |
| --------- | ------------------------------------------------------- | ----------- | ----------- | -------------------------------------------------------- |
| 1989      | The Gifted One                                          | Sí          | No          | Telefilm                                                 |
| 2002      | The Mind of the Married Man                             | Sí          | No          | Director de episodi: "The Pony Ride"                     |
| 2003      | Young MaGyver                                           | Sí          | No          | Telefilm                                                 |
| 2008      | Picture This                                            | Sí          | No          | Telefilm                                                 |
| 2010      | The Cutting Edge: Fire &amp; Ice                        | Sí          | No          | Telefilm                                                 |
| 2013      | Dallas                                                  | Sí          | No          | Director de episodi: "False Confessions"                 |
| 2013      | Lucky 7                                                 | Sí          | No          | Director de episodi: "All In"                            |
| 2013      | Jinxed                                                  | Sí          | No          | Telefilm                                                 |
| 2014      | Betrayal                                                | Sí          | No          | Director de episodi: "Sharper Than a Serpant's Tooth..." |
| 2015      | Dolly Parton's Coat of Many Colors                      | Sí          | No          | Telefilm                                                 |
| 2015      | Rush Hour                                               | Sí          | No          | Director de episodi: "The Dark Night"                    |
| 2015-2016 | Hawaii 5.0                                              | Sí          | No          | Director de 3 episodis                                   |
| 2016      | Dolly Parton's Christmas of Many Colors: Circle of Love | Sí          | Sí          | Telefilm                                                 |
| 2016-2018 | MacGyver                                                | Sí          | Sí          | Director de 7 episodis Productor executiu de 40 episodis |